# 赫特福德 (北卡羅萊納州)
赫特福德（英語：Hertford）是一個位於美國北卡羅萊納州珀奎曼斯縣的城鎮。同時該地也是珀奎曼斯縣的縣治。

## 人口
根據2020年美國人口普查的數據，赫特福德的面積為7.47平方千米，當中陸地面積為7.41平方千米，而水域面積為0.05平方千米。當地共有人口1934人，而人口密度為每平方千米259人。